# Stemonyphantes sibiricus
Stemonyphantes sibiricus là một loài nhện trong họ Linyphiidae.
Loài này thuộc chi Stemonyphantes. Stemonyphantes sibiricus được miêu tả năm 1861 bởi Grube.